# Lista postaci serii Straszny film
Zasugerowano, aby zintegrować ten artykuł z artykułem Straszny film (dyskusja). Nie opisano powodu propozycji integracji.
Lista fikcyjnych postaci z parodii Keenena Ivory’ego Wayansa pt. Straszny film (2000):
- Cindy Campbell – główna bohaterka filmu, grana przez Annę Faris. Cindy jest parodią postaci Sidney Prescott z trylogii Krzyk oraz Julie James z horroru Koszmar minionego lata. Jej imię fonetycznie nawiązuje do postaci Sidney Prescott, a nazwisko zostało zapożyczone od Neve Campbell, aktorki wcielającej się w tę postać. Cindy jest otwarta i energiczna, lecz również dziecięco naiwna. Jej ojciec pracuje dla Pablo Escobara, słynnego dealera narkotykowego. Jedna z dwóch postaci, które pojawiły się we wszystkich częściach Strasznego filmu.

- Bobby Prinze – bohater Strasznego filmu, grany przez Jona Abrahamsa; parodia Raya Bronsena z Koszmaru minionego lata oraz Billy’ego Loomisa z pierwszej części Krzyku, czerpiąca przede wszystkim z osobowości Loomisa. Imię bohatera fonetycznie nawiązuje do postaci Billy’ego Loomisa (dwusylabiczne, rozpoczynające się na literę „b”), natomiast nazwisko jest odwołaniem do Freddiego Prinze'a Jr., który wcielił się w postać Raya Bronsena w Koszmarze minionego lata. Bobby jest chłopakiem Cindy Campbell, a jednocześnie kochankiem Raya Wilkinsa. Jest perfidny, sprytny i szyderczy. W końcowych scenach filmu przyznaje się przed Cindy do homoseksualnej orientacji, okazuje się też, że razem z Rayem uknuł plan przeciw Cindy. Tak czy inaczej, w końcu zostaje zabity przez mordercę, którym okazuje się Doofy Gilmore.

- Brenda Meeks – grana przez Reginę Hall fikcyjna postać ze Strasznego filmu. Podobnie jak Cindy Campbell, pojawiła się we wszystkich dotychczasowych częściach Strasznego filmu. Brenda jest parodią postaci Maureen Evans z Krzyku 2 oraz Karli Wilson z Koszmaru następnego lata. Imię odziedziczyła po Brendzie, bohaterce Piątku, trzynastego, natomiast nazwisko po Randym Meeksie, bohaterze trylogii Krzyk. Brenda jest siostrą Shorty’ego i najlepszą przyjaciółką Cindy. Została ukazana jako zadziorna i rozgadana dziewczyna o ogromnym temperamencie. Pomimo iż pojawia się w kolejnych czterech częściach, zostaje zamordowana w kinie, w części pierwszej, oraz w części trzeciej przez Tabithę, dziewczynkę z telewizora.

- Ray Wilkins – bohater filmu, grany przez Shawna Wayansa. Ray jest parodią postaci Stu Machera z horroru Krzyk. Ray jest jawnie flirtującym z wieloma mężczyznami homoseksualistą (kochanek Bobby’ego Prinze'a), pomimo iż jego dziewczyna to Brenda Meeks (którą kocha ubierać w swój futbolowy uniform). Jest przebojowy i otwarty. W scenie kinowej zostaje zadźgany penisem w głowę – jest to parodia sceny śmierci Phila Stevensa w Krzyku 2. Tak czy inaczej, w końcowych scenach filmu Ray pojawia się ponownie; zostaje jednak zabity przez Doofy’ego Gilmore’a. Ray pojawia się również w sequelu.

- Shorty Meeks – bohater filmu, grany przez Marlona Wayansa; parodia Maksa z Koszmaru minionego lata oraz Randy’ego Meeksa z Krzyku (nazwisko). Brat Brendy Meeks i wzorowy narkoman. Pomimo iż pojawia się w sequelu, w tej części zostaje zamordowany przez Bobby’ego Prinze'a.

- Buffy Gilmore – jedna z bohaterek filmu, grana przez Shannon Elizabeth. Buffy jest parodią postaci Helen Shivers z Koszmaru minionego lata oraz Tatum Riley z pierwszej części Krzyku. Imię bohaterki nawiązuje do osoby Buffy Summers z serialu Buffy: Postrach wampirów, w którym w tytułową rolę wcielała się Sarah Michelle Gellar (Helen z Koszmaru minionego lata). Gilmore spotyka się z Gregiem Phillipem i jest miejscową Miss Nastolatek. Siostra Doofy’ego Gilmore’a.

- Greg Phillipe – jeden z drugoplanowych bohaterów filmu. W jego rolę wciela się Lochlyn Munro. Parodia postaci Barry’ego Coksa z Koszmaru minionego lata. Greg ma tę samą osobowość, co Barry, jest próżny, egoistyczny i lekkomyślny. Imię zapożyczone od aktora Ryana Phillippe’a, wcielającego się w Koszmarze minionego lata w Barry’ego Coksa. Greg zostaje zamordowany przez zabójcę, a jego śmierć jest parodią zabójstwa Barry’ego w Koszmarze minionego lata.

- Gail Hailstorm – bohaterka filmu, grana przez Cheri Oteri. Chorobliwie ambitna reporterka telewizyjna, parodia postaci Gale Weathers z trylogii Krzyku. Scena jej rzekomej śmierci w lasach parodiuje postać Heather Donahue w Blair Witch Project. W ostatniej scenie filmu okazuje się, że Gail żyje, a reporterka zabiera Doofy’ego Gilmore’a na randkę.

- Doofy Gilmore – jeden z bohaterów filmu, grany przez Dave’a Sheridana. Ma dwadzieścia pięć lat, jego pełne imię to Doofus. Parodia Deweyego Rileya z trylogii Krzyku, Warrena Jensena ze Sposobu na blondynkę, oraz Verbala Kinta z podejrzanych. Doofy jest bratem Buffy Gilmore. Jest Specjalnym Oficerem Policyjnym, upośledzonym umysłowo i wciąż uczęszczającym do szkoły średniej, do klasy wyrównawczej. Gail Hailstorm uwiodła go, by napisać reportaż o morderstwach w szkole. To on jest mordercą w tym filmie.

- Drew Decker – epizodyczna bohaterka filmu, grana przez Carmen Electrę. Parodia postaci Casey Becker z Krzyku. Jej imię zostało zapożyczone od Drew Barrymore, która grała tę postać w Krzyku, a nazwisko fonetycznie nawiązuje do nazwiska Casey Becker.